# Иванисовка (Брестская область)
Ивани́совка (бел. Іванісаўка) — деревня в Пинском районе Брестской области Беларуси, входит в состав Логишинского сельсовета. По переписи 2019 года в деревне насчитывалось 0 жителей.

## География
Расположена в 8 км (10 км по автодорогам) к юго-востоку от центра сельсовета, городского посёлка Логишин, в 4 км от автодороги Ивацевичи — Пинск (Р-6) и в 18 км (26 км по автодорогам) к северу от города Пинск. 

## История
Согласно инвентарному описанию 1671 года деревня с 4 волоками земли входила в имение Иваники, бывшее королевской собственностью.
В его составе указами Станислава Понятовского передавалась Фаддею Гедройцу, Яну Орешку, Михаилу Зейферту.
В конце XVIII века — часть имения «Пясечно», где находилось правление лесного хозяйства. В середине XIX века — почтовая станция на дороге Пинск — Синявка — Несвиж.
В 1897 году — лесная сторожка, 3 двора. В 1909 году — хутор Ставокской волости Пинского уезда Минской губернии, 6 дворов и 35 жителей. Рядом находилось одноимённое урочище (1 двор, 3 жителя).
В 1921—39 годах — в составе Польши, в гмине Логишин Пинского повета Полесского воеводства, в собственности графа Стефана Мариана Бройль-Пляттера из Заполья. В 1921 году — 8 дворов.
С 1939 года — в составе БССР, с 1940 года — в Логишинском районе Пинской области. С 12 октября 1940 года — хутор с 12 дворами в Логишинском сельсовете. С 1954 года — в Брестской области, с 1962 года — в Пинском районе.